# Margaretha Svensson Paras
Margaretha Ann-Britt Irene Svensson Paras, född den 9 december 1954, är en svensk diakon som mellan 2011 och 2022 var direktor för Uppsala stadsmission.
Svensson Paras växte upp i Kyrkhult i Blekinge. Hennes far arbetade på Volvo som metallarbetare och modern var kokerska. Svensson Paras kom tidigt i kontakt med kyrkan och engagerade sig där i unga år, bland annat i kör- och idrottsverksamhet.
Enligt hennes egna utsago var det väldigt viktigt för hennes föräldrar, som båda hade sexårig folkskola, att hon skaffade sig en gedigen utbildning. Som vuxen övervägde Svensson Paras att utbilda sig till lärare, men valde i stället en utbildning till församlings- och fritidspedagog. Sedermera blev Svensson Paras vigd som diakon i Svenska kyrkan.
Under sin karriär har Svensson Paras haft ett antal olika tjänster, däribland som diakonistrateg för Svenska kyrkan till 1998 och åren 1998–2005 som generalsekreterare för den kristna ideella organisationen Hela människan. På grund av sina erfarenheter fick Svensson Paras 2006 frågan om att starta en stadsmission i Uppsala. Efter att Uppsala stadsmission bildades 2011 verkade Svensson Paras som dess direktor (verksamhetschef) fram till sin pensionering i mars 2022. Svensson Paras var i den kapaciteten även ledamot i styrelsen för Sveriges stadsmissioner, och har tidigare varit vice ordförande för intresseorganisationen Forum.

## Utmärkelser
- 2021 – Hans Majestät Konungens medalj, i åttonde storleken i högblått band, för förtjänstfulla sociala insatser.[8]
- 2021 – Uppsala kommuns hedersmedalj.[9]